# Thánh ca Thụy Sĩ
Thánh ca Thụy Sĩ là quốc ca của Thụy Sĩ. Nó được sáng tác vào năm 1841, bởi Alberich Zwyssig (1808–1854). Từ đó, nó thường xuyên được sử dụng trong các sự kiện yêu nước. Tuy nhiên, Hội đồng Liên bang đã nhiều lần từ chối các đề nghị chấp nhận nó như là quốc ca chính thức. Từ 1961 tới 1981 nó tạm thời được dùng thay thế cho bài Rufst Du, mein Vaterland ("Khi bạn gọi, Tổ quốc tôi", Tiếng Pháp O Monts indépendants, Tiếng Ý Ci chiami o patria, Romansh E clomas, tger paeis) bài quốc ca của Johann Rudolf Wyss (1743–1818) vốn có giai điệu dựa trên bài quốc ca God Save the King của Vương quốc Anh. Ngày 1 tháng 8 năm 1981, Thánh ca Thụy Sĩ đã trở thành quốc ca chính thức.

## Lời bài hát
| Tiếng Đức (gốc) | Tiếng Pháp | Tiếng Ý | Tiếng Romansh | Tiếng Việt |
| --- | --- | --- | --- | --- |
| 1. Trittst im Morgenrot daher, Seh' ich dich im Strahlenmeer, Dich, du Hocherhabener, Herrlicher! Wenn der Alpen Firn sich rötet, Betet, freie Schweizer, betet, Eure fromme Seele ahnt Gott im hehren Vaterland! Gott, den Herrn, im hehren Vaterland! 2. Kommst im Abendglühn daher, Find' ich dich im Sternenheer, Dich, du Menschenfreundlicher, Liebender! In des Himmels lichten Räumen Kann ich froh und selig träumen; Denn die fromme Seele ahnt Denn die fromme Seele ahnt Gott im hehren Vaterland! Gott, den Herrn, im hehren Vaterland! 3. Ziehst im Nebelflor daher, Such' ich dich im Wolkenmeer, Dich, du Unergründlicher, Ewiger! Aus dem grauen Luftgebilde Bricht die Sonne klar und milde, Und die fromme Seele ahnt Und die fromme Seele ahnt Gott im hehren Vaterland! Gott, den Herrn, im hehren Vaterland! 4. Fährst im wilden Sturm daher, Bist du selbst uns Hort und Wehr, Du, allmächtig Waltender, Rettender! In Gewitternacht und Grauen Laßt uns kindlich ihm vertrauen! Ja, die fromme Seele ahnt Ja, die fromme Seele ahnt Gott im hehren Vaterland! Gott, den Herrn, im hehren Vaterland! | 1. Sur nos monts, quand le soleil Annonce un brillant réveil, Et prédit d'un plus beau jour Le retour, Les beautés de la patrie Parlent à l'âme attendrie; Au ciel montent plus joyeux Les accents d'un coeur pieux, Les accents émus d'un coeur pieux. 2. Lorsqu'un doux rayon du soir Joue encore dans le bois noir, Le coeur se sent plus heureux près de Dieu Loin des vain bruits de la plaine L'âme en paix est plus sereine; Au ciel montent plus joyeux, Au ciel montent plus joyeux, Les accents d'un coeur pieux, Les accents émus d'un coeur pieux. 3. Lorsque dans la sombre nuit La foudre éclate avec bruit, Notre coeur pressent encore le Dieu fort. Dans l'orage et la détresse, Il est notre forteresse. Offrons-Lui de coeurs pieux Offrons-Lui de coeurs pieux Dieu nous bénira des cieux, Dieu nous bénira du hauts des cieux. 4. Des grand monts vient le secours, Suisse! espère en Dieu toujours! Garde la foi des aïeux, vis comme eux! Sur l'autel de la partrie Met tes biens, ton coeurs, ta vie! C'est le trésor précieux C'est le trésor précieu Que Dieu nous bénira des cieux, Que Dieu nous bénira du hauts des cieux. | 1. Quando bionda aurora il mattin c'indora l'alma mia t'adora re del ciel! Quando l'alpe già rosseggia a pregare allor t'atteggia; in favor del patrio suol, in favor del patrio suol, cittadino Iddio lo vuol, cittadino Dio, si Dio lo vuol. 2. Se di stelle è un giubilo la celeste sfera Te ritrovo a sera o Signor! Nella notte silenziosa l'alma mia in Te riposa: libertà, concordia, amor, libertà, concordia, amor, all'Elvezia serba ognor, all'Elvezia serba ognor. 3. Se di nubi un velo m'asconde il tuo cielo pel tuo raggio anelo Dio d'amore! Fuga o sole quei vapori e mi rendi i tuoi favori: di mia patria deh! Pietà di mia patria deh! Pietà brilla, o sol di verità, brilla sol, o sol di verità! 4. Quando rugge e strepita impetuoso il nembo m'è ostel tuo grembo o Signor! In te fido Onnipossente deh, proteggi nostra gente; Libertà, concordia, amor, Libertà, concordia, amor, all'Elvezia serba ognor all'Elvezia serba ognor. | 1. En l'aurora la damaun ta salida il carstgaun, spiert etern dominatur, Tutpussent! Cur ch'ils munts straglischan sura, ura liber Svizzer, ura. Mia olma senta ferm, Mia olma senta ferm Dieu en tschiel, il bab etern, Dieu en tschiel, il bab etern. 2. Er la saira en splendur da las stailas en l'azur tai chattain nus, creatur, Tutpussent! Cur ch'il firmament sclerescha en noss cors fidanza crescha. Mia olma senta ferm, Mia olma senta ferm Dieu en tschiel, il bab etern, Dieu en tschiel, il bab etern. 3. Ti a nus es er preschent en il stgir dal firmament, ti inperscrutabel spiert, Tutpussent! Tschiel e terra t'obedeschan vents e nivels secundeschan. Mia olma senta ferm, Mia olma senta ferm Dieu en tschiel, il bab etern, Dieu en tschiel, il bab etern. 4. Cur la furia da l'orcan fa tremblar il cor uman alur das ti a nus vigur, Tutpussent! Ed en temporal sgarschaivel stas ti franc a nus fidaivel. Mia olma senta ferm, Mia olma senta ferm Dieu en tschiel, Il bab etern, Dieu en tschiel, il bab etern. | 1. Khi bầu trời sáng đỏ phát triển Và hơn kho rạng rỡ của họ, Hỡi Chúa, xuất hiện trong ánh sáng của họ. Khi Alps sáng tươi sáng với sự lộng lẫy, Cầu nguyện với Thiên Chúa, để Ngài đầu hàng, Cho bạn cảm nhận và hiểu, Cho bạn cảm nhận và hiểu, Rằng ông ngự ở vùng đất này. Rằng ông ngự ở vùng đất này. |

## Nghe
- Trục trặc khi nghe? Xem hướng dẫn.